# 大胸瓦鰈
大胸瓦鰈為輻鰭魚綱鰈形目鰈亞目瓦鰈科的其中一種，分布於西太平洋新喀里多尼亞海域，棲息深度510-580公尺，體長可達14.7公分，棲息在底層水域，生活習性不明。